# ميلوس يوكيتش
ميلوس يوكيتش (بالصربية: Милош Јокић)‏ هو لاعب كرة قدم صربي في مركز الوسط، ولد في 7 يونيو 1987 في تشاتشاك في صربيا. لعب مع بي أيه إس كيه بيوغراد وميتالوره زابورجيا ونادي أولمبيك سراييفو ونادي تشوكاريتشكي ونادي فاساس.

## وصلات خارجية
- ميلوس يوكيتش على موقع الاتحاد الأوربي (الإنجليزية)
- ميلوس يوكيتش على موقع اتحاد أوكرانيا (الإنجليزية)
- ميلوس يوكيتش على موقع قاعدة بيانات كرة القدم.إي يو (الإنجليزية)
- ميلوس يوكيتش على موقع Soccerbase.com (لاعب) (الإنجليزية)
- ميلوس يوكيتش على موقع Soccerway.com (الإنجليزية)